# General Electric
General Electric (GE) je ameriški mednarodni konglomerat s sedežem v Fairfieldu, Connecticut. GE je eno izmed največjih podjetij po številu zaposlenih in po premoženju. Korporacija je razdeljena v več divizij Power and Water, Oil and Gas, Energy Management, Aviation, GE Global Research, GE Home & Business Solutions, Healthcare, Transportation in Capital.

## Produkti
- Letalski motorji: CF6, GEnx, GE90, T64, CFM56, CFM LEAP, GP7000
- Plinske in aeroderivativne turbine: General Electric LM2500, LMS100
- Lokomotive:AC6000CW, Evolution Series, GE Dash 9
- Jedrski reaktorji:ESBWR
- Orožje
- Osvetljava
- Vetrne turbine